# Boraja (wieś)
Boraja – wieś w Chorwacji, w żupanii szybenicko-knińskiej, w mieście Szybenik. W 2011 roku liczyła 249 mieszkańców.